# Bielerhöhe
Bielerhöhe är ett bergspass i Österrike.   Det ligger i distriktet Bludenz och förbundslandet Vorarlberg, i den västra delen av landet, 500 kilometer väster om huvudstaden Wien. Bielerhöhe ligger 2 037 meter över havet. Det ligger vid sjön Silvretta Stausee.